# Spirala Archimedesa

Wykres krzywej r = a φ (dla a, φ > 0)

Osculating circle spirali Archimedesa. Sama spirala nie jest rysowana: widzimy ją jako miejsce punktów, w których okręgi są szczególnie blisko siebie.

Spirala Archimedesa – krzywa płaska, taka że odległość {\displaystyle r} punktu poruszającego się po spirali od jej punktu początkowego rośnie proporcjonalnie do kąta obrotu {\displaystyle \varphi .} We współrzędnych biegunowych spiralę Archimedesa definiuje równanie:
{\displaystyle r=|a\cdot \varphi |,}
gdzie:
{\displaystyle \varphi >0} lub {\displaystyle \varphi <0}
{\displaystyle a\neq 0} – ustalony parametr spirali; im większa jego wartość bezwzględna, tym większa odległość od siebie kolejnych zwojów spirali.
Dla {\displaystyle \varphi >0} spirala kręci się przeciwnie niż wskazówki zegara (jest lewoskrętna).
Dla {\displaystyle \varphi <0} spirala kręci się zgodnie ze wskazówkami zegara (jest prawoskrętna).
Jeden obrót spirali - to zmiana parametru o {\displaystyle 2\cdot \pi =6,28} (lub 360 °). Ogólniej:
{\displaystyle r=|a\cdot \varphi +b|}.

## Uogólnienia na inne krzywe
Spiralę Archimedesa uogólnia się na krzywe zdefiniowane wzorem:
{\displaystyle r=|a\cdot \varphi ^{1\!/\!n}|}
lub ogólniej:
{\displaystyle r=|a\cdot \varphi ^{1\!/\!n}+b|.}
W szczególności:
- dla {\displaystyle n=1} jest to spirala Archimedesa,
- dla {\displaystyle n=-1} jest to spirala hiperboliczna,
- dla {\displaystyle n=2} jest to spirala Fermata.

Niekiedy w literaturze anglojęzycznej noszą one wspólną nazwę Archimedean spirals.

## Równanie spirali Archimedesa we współrzędnych kartezjańskich
Przechodzimy od równania we współrzędnych biegunowych do równań we współrzędnych kartezjańskich za pomocą przekształceń:
{\displaystyle {\begin{cases}x=r\cos \varphi \\y=r\sin \varphi \end{cases}}}
(1) równanie parametryczne spirali Archimedesa obracającej się przeciwnie do wskazówek zegara otrzyma się dla {\displaystyle \varphi >0;} równania te mają postać:
{\displaystyle {\begin{cases}x(\varphi )=a\,\varphi \,\cos(\varphi )\\y(\varphi )=a\,\varphi \,\sin(\varphi )\end{cases}}}
gdzie {\displaystyle \varphi \in <0,+\infty )} – parametr kątowy, {\displaystyle a} – stały parametr spirali, {\displaystyle a\neq 0;} przy czym:
a) dla {\displaystyle a>0} otrzyma się spiralę jak na rysunku powyżej;
b) dla {\displaystyle a'=-a<0} otrzyma się tę samą spiralę obróconą o 180° wokół prostej prostopadłej do płaszczyzny spirali, przechodzącej przez początek układu współrzędnych, tj. równania tej spirali mają postać:
{\displaystyle {\begin{cases}x(\varphi )=-a\,\varphi \,\cos(\varphi )\\y(\varphi )=-a\,\varphi \,\sin(\varphi )\end{cases}}}
gdzie {\displaystyle \varphi \in <0,+\infty ).}
Obie spirale gładko łączą się ze sobą w punkcie początkowym.
(2) równanie parametryczne spirali Archimedesa obracającej się zgodnie ze wskazówkami zegara otrzyma się dla {\displaystyle \varphi <0;} równania te mają postać:
{\displaystyle {\begin{cases}x(\varphi )=-a\,\varphi \,\cos(\varphi )\\y(\varphi )=-a\,\varphi \,\sin(\varphi )\end{cases}}}
gdzie {\displaystyle \varphi \in (-\infty ,0>} – parametr kątowy, {\displaystyle a} – stały parametr spirali, {\displaystyle a\neq 0;} dla {\displaystyle a'=-a} otrzyma się tę samą spiralę obróconą o 180° wokół prostej prostopadłej do płaszczyzny spirali, przechodzącej przez początek układu współrzędnych.
Obie spirale gładko łączą się ze sobą w punkcie początkowym.
Porównując równania spirali lewo i prawoskrętnych widać, że równania są identyczne – o skrętności decyduje jednak to, czy parametr kątowy {\displaystyle \varphi } jest w zakresie liczb większych czy mniejszych od zera.

## Literatura dodatkowa
- S.F. Finkow: Geometria różniczkowa. Warszawa: PWN, 1956, s. 27.
- Franciszek Leja: Geometria analityczna. Wyd. II. Warszawa: PWN, 1956, s. 157.
- Franciszek Leja: Rachunek różniczkowy i całkowy. Wyd. III. Warszawa: PWN, 1954, s. 151.
- Encyklopedia szkolna – matematyka. Wyd. I. Warszawa: Wydawnictwa Szkolne i Pedagogiczne, 1990, s. 258. ISBN 83-02-02551-8.